# Celene Araújo
Celene Araújo (Minas Gerais, 21 de agosto de 1954) é uma jornalista brasileira que nas décadas de 1970, 1980 e 1990 atuou nas grandes redes de televisão brasileira como Globo, Record e Manchete, nas quais ancorou vários programas e telejornais.
Há 20 anos decidiu atuar como palestrante e consultora, principalmente em media training, gerenciamento de crises, comunicação corporativa e endomarketing, além de também ter uma atuação marcante na mídia escrita.

## Carreira

### Televisão
A jornalista permaneceu por quase duas décadas na TV Globo de São Paulo, onde apresentava telejornais e cobria eventos na função de repórter, além de fazer edição de textos e imagens e locuções, nos seguintes programas: Bom Dia São Paulo, SPTV, Jornal Hoje, Globinho, Jornal Nacional e TV Mulher. Também a apresentadora chegou a fazer um ensaio nua na Playboy (Brasil).
De lá, decidiu ir com a equipe do diretor Nilton Travesso para a Rede Manchete, onde trabalhou por quatro anos e apresentou o Mulher 87, sob a direção de Nilton Travesso, e também os telejornais da emissora. Na Rede Record atuou dois anos como apresentadora e editora do Jornal da Record. Após a saída da Record, a jornalista decide ir para a TV ALESP, na qual foi apresentadora, editora de texto, além de mediadora dos debates sobre temas voltados à comunidade.

### Atuação no rádio
Foi a primeira DJ da América Latina e atuou nove anos nas rádios Cidade e Antena 1.

## Formação
Formada em Comunicação Social, com especialização em Rádio e TV e extensão em Relações Públicas pela Fundação Cásper Líbero, é também pós-graduada pela Escola de Comunicações e Artes da Universidade de São Paulo, além de mestre em programação neurolinguística dirigida a Media Training pela Universidade da Califórnia, Estados Unidos.

## Filmografia

### Televisão
| Ano       | Título                | Função        | Emissora              |
| --------- | --------------------- | ------------- | --------------------- |
| 1977-1982 | Bom Dia São Paulo     | Apresentadora | TV Globo São Paulo    |
| 1982-1984 | Jornal Hoje           | Apresentadora | TV Globo              |
| 1984-1986 | SPTV                  | Apresentadora | TV Globo São Paulo    |
| 1987-1990 | Mulher 87             | Apresentadora | Rede Manchete         |
| 1990-1991 | São Paulo em Manchete | Apresentadora | TV Manchete São Paulo |
| 1993      | Jornal da Record      | Apresentadora | Rede Record           |